# Coven

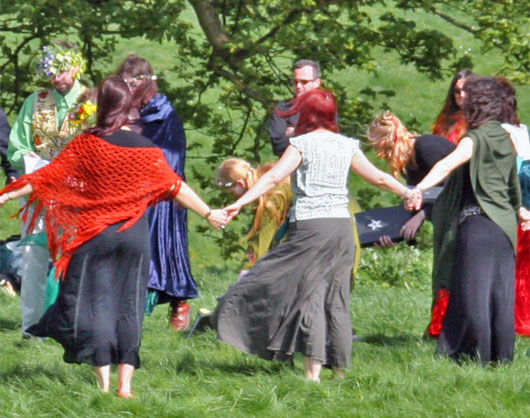
Ein Coven in Avebury bei einem Ritual zu Beltane

Coven (altfranzösisch covent, convent) ist eine Bezeichnung für eine religiöse, meist aus drei bis dreizehn, Personen bestehende Gemeinschaft oder Versammlung von Hexen oder Wiccas, auch als Hexenzirkel bezeichnet.

## Etymologie
Der Begriff stammt vom lateinischen convenire „zusammenkommen“ und conventus „Zusammenkunft“ und entstand als Variante des archaischen covin „Betrug“, „Täuschung“. In Geoffrey Chaucers Canterbury Tales aus dem 14. Jahrhundert taucht der Begriff covent für ein Treffen von 13 Personen auf, in den Hexenprozessen von 1662 im schottischen Auldearn der Begriff covine für die Beschreibung der Organisation der Hexen; wie Walter Scott in seinen Letters on Demonology and Witchcraft von 1830 erwähnt, findet dieser sich auch in der Bezeichnung Covine tree für den Baum vor dem Schloss, an dem dessen Herr seine Gäste empfing. Montague Summers bezeichnete die Coven als conventicles ‚Konventikel‘.

## Geschichte
Hinweise auf Coven lassen sich in der Literatur bis zum 12. Jahrhundert zurückverfolgen. John of Salisbury beschreibt organisierte Gruppen beim Hexensabbat, die jedoch nichts als vom Teufel erzeugte Täuschungen seien; als solche bezeichnete auch Germanus von Auxerre in einer populären mittelalterlichen Geschichte die nachts umherstreifenden Frauen.
Erst durch die Inquisition wurde der Glaube an die Existenz solcher Hexenvereinigungen ernst genommen; beschuldigte Hexen wurden durch peinliche Befragungen zu Geständnissen gezwungen, dass sie Mitglieder geheimer, subversiver Organisationen seien. Die älteste Bezugnahme auf einen Coven in einem Hexenprozess stammt aus dem Jahr 1324, wo Alice Kyteler in Kilkenny, Irland, der Mitgliedschaft in einer 13-köpfigen Gruppe beschuldigt wurde. Im 16. und 17. Jahrhundert finden sich mehrere Geständnisse, einem Coven beigetreten zu sein. Das Konzept des Covens wurde bis zum Ende der Hexenverfolgungen in den frühen 1700er Jahren etabliert.

## Organisation
| Qualitätssicherung | Dieser Artikel oder nachfolgender Abschnitt wurde aufgrund von formalen und/oder inhaltlichen Mängeln auf der Qualitätssicherungsseite des Portals für Neopaganismus, Wicca, Schamanismus, Hexentum und andere Naturreligionen eingetragen. Bitte hilf mit, die Mängel dieses Artikels zu beseitigen. Grund für Eintragung: Es mangelt noch ein wenig an Informationen zu der Organisation im Wicca, evtl. auch eigenen Abschnitt einplanen. Covenstand, Grade, Treffintervall, etc. fehlen noch. | Portal Neopaganismus |

Traditionell besteht ein Coven aus 13 Mitgliedern, von denen eine die Führungsperson ist; für diese konstante Mitgliederzahl finden sich historisch jedoch kaum Hinweise, darunter nur wenige Hexenprozesse, die auch von Inquisitoren erzwungen worden sein könnten. In Cotton Mathers Niederschriften zu den Hexenprozessen von Salem heißt es, dass die Hexen sich in einer Form organisieren würden, die der Kirche sehr ähnelte, dass sie eine Taufe, ein Abendmahl und Offiziere hätten, die „auf schreckliche Weise denen unseres Herrn“ ähneln würden.
Laut der britischen Anthropologin Margaret A. Murray war der Anführer des Coven der Großmeister beziehungsweise die verehrte Gottheit, vermutlich eine heidnische gehörnte Gottheit, die unter der Inquisition zum Teufel wurde. Am Sabbat, wenn der Gott oder Teufel persönlich anwesend sei, sei der Großmeister der Vorstand geworden. Jeder Coven habe außerdem einen Beschwörer, der die Mitglieder heimlich über Zeit und Ort des nächsten Treffens informiere. Außerdem sollen Coven die hochrangige Position der maiden gehabt haben, die hauptsächlich dem Großmeister beigestanden und mit ihm den Tanz geleitet habe.
Die Coven sollen unabhängig voneinander, aber über ein Netzwerk miteinander verbunden gewesen sein; dem Hexenprozess von North Berwick zufolge sollen drei Coven zusammengearbeitet haben, um König James VI. von Schottland zu ermorden; für solche Netzwerke fehlt es jedoch an Beweisen.
Heute organisieren sich viele Anhänger unterschiedlicher neopaganen Religionen in einem Coven. Die bekannteste Form, die diesen Begriff auch wieder etabliert hat, ist Wicca. Ein Coven macht üblicherweise keine Werbung, oder sucht aktiv nach neuen Mitgliedern. Ebenso wird nicht jeder Interessierte aufgenommen. Die Initiation in einen Coven wird rituell gefeiert und das neue Mitglied erhält meist eine Urkunde als Bestätigung. Üblicherweise treffen sich Wicca-Coven am Vollmond zur rituellen Zusammenkunft, Esbat genannt und feiern in den meisten Fällen zusätzlich acht Mal im Jahr die Feste des Jahresrades, Sabbat genannt. Gerald Brousseau Gardner sah 13 als die ideale Mitgliederzahl an, wobei jeder Coven je sechs Männer und Frauen (im Idealfall Paare) und eine Hohepriesterin haben sollte; 13 gilt als Idealfall, jedoch nicht als strikte Regel. Die meisten Coven in der heutigen Zeit haben zwischen drei und dreizehn Mitgliedern sowie einen männlichen und einen weiblichen Hohepriester als Versinnbildlichung der Gleichstellung der Geschlechter.